# 郭建华 (1953年)
郭建华（1953年7月—），女，汉族，河南开封人，中华人民共和国政治人物，中国共产党党员，曾任河南新华农村数字院线公司总经理、开封县电影公司经理，第十二届全国人民代表大会河南地区代表。

## 生平
2008年起担任全国人大代表。2013年，担任全国人大代表。2018年2月24日，当选为第十三届全国人大代表。